# هارمونی (شهرستان ورنون، ویسکانسین)
هارمونی (به انگلیسی: Harmony) یک منطقهٔ مسکونی در ایالات متحده آمریکا است که در شهرستان ورنن، ویسکانسین واقع شده‌است. هارمونی ۱۱۱٫۱ کیلومتر مربع مساحت و ۷۳۹ نفر جمعیت دارد و ۲۲۷ متر بالاتر از سطح دریا واقع شده‌است.